# Солнце полуночи
Не путать с Полночное Солнце
Солнце полуночи — в своё время ожидаемый сопутствующий роман к книге «Сумерки» автора Стефани Майер. Это должно было стать пересказыванием событий, описанных в романе «Сумерки», но повествование бы велось не от лица Беллы Свон, как в первой книге, а от лица Эдварда Каллена. Стефани Майер также заявила, что «Сумерки» — единственная возможная книга из серии, которую она планирует переписать от лица Эдварда. Чтобы лучше передать характер Эдварда, Майер позволила Кэтрин Хардвик, режиссёру адаптации фильма «Сумерки», и Роберту Паттинсону, актёру, играющему Эдварда, прочитать некоторые законченные главы романа, в то время как они снимали кино.

## История предварительного показа
28 августа 2008 года, Майер остановила написание «Солнца полуночи». Это было сделано в ответ на незаконную утечку двенадцати глав незаконченной рукописи в Интернет. Она заявила: 
Если бы я попыталась написать „Солнце полуночи“ теперь, в моем текущем настроении, то Джеймс вероятно победил бы, и все Каллены умерли, и всё это не очень-то соответствовало бы оригинальной истории. В любом случае, мне слишком грустно от того, что случилось, чтобы теперь продолжать работу над „Солнцем полуночи“, и таким образом он будет приостановлен на неопределённый срок.
После она открыла в свободный доступ на своём веб-сайте черновик с двенадцатью главами, чтобы быть справедливой со своими читателями, таким образом найдя компромисс, так как роман встал под угрозу перед его намеченной датой издания. Майер также заявила, что она не считает, будто рукопись была украдена с какими бы то ни было злыми намерениями, и не собирается сдавать имена тех, кто это совершил.

На интервью в ноябре 2008 года Стефани Майер сказала: 
Это действительно сложно, потому что все теперь у руля, где они могут сделать свои суждения. […] я не чувствую себя одинокой, пока происходят все эти события с рукописью, вся эта шумиха. И я не могу писать, пока не почувствую, что меня оставили в покое.
Она сказала, что её цель состояла в том, чтобы прошло приблизительно два года без упоминаний о «Солнце полуночи», и она думала, что начнет заниматься романом снова, как только станет уверенной, что «все забыли об этом».
Однако Стефани Майер пришла к решению, что всё же собирается опубликовать свой роман. Майер говорит, что после издания «Рассвета» она собирается сосредоточиться на написании «Солнца полуночи».
Стефани Майер в мае 2020 года, объявила, что книга выйдет 4 августа 2020 года. В России книга была выпущена в июле 2021 года. 1 февраля 2022 года книга стала выходить в мягкой обложке.

## Сюжет
Ход событий в книге тот же самый, что и в романе «Сумерки», но рассказ ведется от лица Эдварда. 17-летняя девушка, Белла Свон, приехав в пасмурный и дождливый городок Форкс к своему отцу, даже и не подозревала, какие приключения ей предстоит пережить. Здесь же, в свой самый первый день в школе, Белла встречает Эдварда и впоследствии влюбляется в него. Эдвард также неравнодушен к Белле, но вся проблема в том, что он не просто парень, ученик и один из местных жителей, он — вампир.
Из этой части становится понятным, что чувствовал и чем занимался Эдвард Каллен в то время, когда Белла пыталась разобраться в нём и в себе самой.

## Персонажи
- Эдвард Каллен
- Белла Свон
- Элис Каллен